# Sophisme d'une masse fixe de travail
 (juin 2013).
Si vous disposez d'ouvrages ou d'articles de référence ou si vous connaissez des sites web de qualité traitant du thème abordé ici, merci de compléter l'article en donnant les références utiles à sa vérifiabilité et en les liant à la section « Notes et références ».
L'idée qu'il existe une quantité fixe de travail (en anglais : lump of labour) dans une économie de marché, et par conséquent qu'il faille « partager » le travail ou que certains travailleurs « privent » d'autres de leurs emplois est considérée par Paul Krugman comme un sophisme économique. Cette expression fut imaginée en 1891 par l'économiste D.F. Schloss, qui constate que la quantité de travail n'est pas fixe, et que si les heures de travail sont diminuées, les salaires ne le sont souvent pas, conduisant à une hausse des coûts de production.  
Une loi empirique, la loi d'Okun, constate que la hausse ou la baisse du chômage est liée à la productivité et à la hausse de la population active ou sa baisse. La croissance doit être au moins égale à la hausse de la population active plus celle de la productivité (si on produit plus avec autant il faut une hausse de la production) pour qu'il n'y ait pas augmentation du chômage. D'autres éléments viennent s'ajouter comme la rigidité du marché du travail, le manque de formation, la mobilité géographique des habitants...

## Terminologie
Il n'existe pas d'expression française consacrée pour reprendre le terme anglais lump of labour fallacy, chaque traducteur semblant faire son propre choix et rappelant souvent explicitement la forme anglaise. On trouve par exemple, outre « sophisme d'une masse fixe de travail », « mythe du partage du travail » et « supposition » (d'une quantité fixe de travail), « piège », « illusion », « sophisme », « idée fausse », « hypothèse d'une quantité d'emplois déterminée et fixe » ; ainsi que des expressions comme « le travail est un bien rare » ou « la fin du travail ».

## Présentation et histoire
Les économistes traitent de « sophisme » les raisonnements économiques populaires mobilisant l'hypothèse selon laquelle le travail formerait une masse fixe. Parmi ces raisonnements, citons[réf. nécessaire] :
- la thèse que l'automatisation du travail (et plus généralement la hausse de la productivité) détruit des emplois.
- la thèse que l'entrée sur le marché du travail des femmes augmente nécessairement le chômage.
- la thèse que l'entrée sur le marché du travail d'immigrés augmente nécessairement le chômage.
- la thèse que le report de l'âge de départ à la retraite augmente nécessairement le chômage des jeunes, et de manière symétrique la thèse que des départs massifs à la retraite libéreraient des emplois pour les jeunes.
- la thèse qu'une réduction du temps de travail diminue nécessairement le chômage.

Pour Jean Tirole, « Les économistes condamnent quasi unanimement le sophisme de l’emploi en quantité fixe, un concept selon lequel le nombre total d’emplois dans une économie est fixe et donc doit être partagé équitablement ».
Il existe plusieurs théories économiques compatibles entre elles pour expliquer que la masse de travail varie si la répartition du travail change :
- il existe des coûts fixes (bureau de l’employé, administration) et des coûts de transition (formation, recrutement), de sorte que cela coûte plus cher (plus d'effort) de gérer plus d'employés[12] ;
- un secteur d'activité a intérêt à recruter d'abord les travailleurs les plus productifs, et les moins productifs en dernier : si le personnel le plus qualifié (pour le travail demandé) est en nombre limité, alors l'élargissement de la base au travail va réduire la productivité moyenne, la production, le niveau de vie moyen et finalement la demande de travail (loi de Say) [citation nécessaire] ;
- un changement dans la répartition du travail a souvent pour conséquence un changement dans la répartition des revenus, et éventuellement un mécontentement préjudiciable à la demande de travail [citation nécessaire].

Pour les économistes keynésiens, l'offre de travail dépend de la demande effective. En effet, selon les keynésiens, les producteurs anticipent la demande et adaptent leur production en conséquence. S'ils sont pessimistes ils vont licencier. Ces salariés licenciés vont arrêter de consommer et donc la demande baissera. La production suivra et donc il y aura licenciements qui causeront eux aussi une baisse de la demande. Donc pour les keynésiens, l'offre de travail dépend de la demande, ce pourquoi, selon eux, il faut soutenir la demande en temps de crise.[réf. nécessaire]
Paul Krugman rappelle que « comme son nom railleur le suggère, c'est une idée que les économistes tiennent en mépris, mais qui revient dès que l'économie est en difficulté » (Il soutient par ailleurs le partage du travail existant en Allemagne, Kurzarbeit, et le considère adapté à une période de crise.) En fait, les modèles économiques[Lesquels ?]  font toujours l'hypothèse inverse, en prévoyant un bouclage reliant l'offre de travail aux autres variables[citation nécessaire]. Elle dépend de la conjoncture économique (croissance plus ou moins molle), de la législation en vigueur (plus un marché du travail serait flexible moins il y aurait de chômage).

## Controverses et cas d'utilisation

### Un «homme de paille»?
Historiquement, le sophisme d'une masse fixe de travail a été mis en avant par des économistes libéraux comme keynésiens (pour un exemple keynésien, voir Paul Krugman) depuis la fin du XIXe siècle pour contrer l'idée que la réduction du temps de travail légal diminuerait mécaniquement le chômage dans une économie de marché.
Pour Tom Worke, cette accusation à l'encontre de toutes les propositions de réduction du temps de travail de mobiliser le sophisme d'une masse fixe de travail est abusive. C'est une stratégie rhétorique du type « homme de paille »,.

### 35 heures en France
La question du « partage de temps de travail » faisait partie des discussions lors de cette réforme. Il y a polémique entre économistes pour savoir si les créations d'emploi en France sont dues aux 35 heures ou à cette croissance. Cette question reste fortement débattue : il est difficile de mesurer les effets d'une seule mesure alors que d'autres paramètres ont changé dans le même temps, et certains pays ont réduit leur chômage sans réduire le temps de travail. 
Mais il faut aussi noter que les 35 heures se sont accompagnées de baisse de cotisations sociales patronales et de modération des salaires. Une étude comparative entre France et Moselle, suggère en séparant les effets de cette baisse du coût du travail que ce ne sont pas les baisses d'heures travaillées qui ont créé de l'emploi.
Certains observateurs formulent l'hypothèse qu'au delà d'un certain temps de travail, le salarié n'a plus le temps de dépenser l'argent de son salaire. La vitesse de circulation de l'argent diminuerait alors, et, à moins d'être portée par un facteur exogène (la demande extérieure), l'économie entrerait alors en récession.

### Immigration et protectionnisme
Le raisonnement est souvent appliqué à l'immigration, les immigrés étant accusés de « voler les emplois » des travailleurs déjà en place. Les études montrent qu'au contraire, celle-ci accroît la productivité et les salaires,,. Le raisonnement est aussi appelé pour justifier des mesures protectionnistes, les entreprises étrangères étant aussi supposées prendre des emplois aux entreprises nationales.

### Automatisation
L'idée d'une masse fixe de travail est également utilisé contre l'automatisation, qui avec le développement des robots et de l'intelligence artificielle risquerait de détruire des emplois et de provoquer du chômage de masse. Pour l'économiste Robert Atkinson, les études montrent qu'au contraire la hausse de la productivité va de pair avec un taux de chômage faible. Le seul cas où ce raisonnement se révélerait juste serait celui pour lequel les pertes d'emploi seraient tellement rapides qu'elles ne seraient pas compensées par des gains de pouvoir d'achat.